# Auguste Charles Lebrun de Plaisance
Pour les articles homonymes, voir Lebrun.
Auguste Charles, baron Lebrun de Plaisance (20 février 1789 à Paris - 23 avril 1849 à Paris), est un homme politique français du XIXe siècle.

## Biographie
Troisième fils de Charles-François Lebrun, troisième consul puis architrésorier de l'Empire et duc de Plaisance, et « de dame Anne Delagoutte », Auguste Charles suivit, de même que ses frères, la carrière des armes, et quitta l'armée après avoir été admis à la retraite comme officier.
Il fut élu, le 11 mai 1815, représentant à la Chambre des Cent-Jours, par le collège de département de Seine-et-Oise. Il se fit peu remarquer dans cette courte législature, et rentra ensuite dans la vie privée.
Il avait épousé, le 16 avril 1817 en l'église Notre-Dame-de-Bonne-Nouvelle (Paris), Adélaïde Caroline Cardon (7 janvier 1797 † 1846), fille de Jean-Bernard Cardon, manufacturier de tabacs, maire de Romainville et conseiller général de la Seine. De leur union naquit une fille, Charlotte Camille (11 mars 1820 - Paris † 13 novembre 1895 - Paris), mariée le 26 août 1839 avec Napoléon (1807-1890), 2e comte Daru, dont postérité.